# نيكول شيلتون
نيكول شيلتون (بالإنجليزية: Nicole Shelton)‏ عالمة نفس أمريكية وأستاذة علم النفس في جامعة برينستون. يركز بحثها على التحيز العنصري والتفاعلات بين البيض والأقليات العرقية.